# Móng chẻ

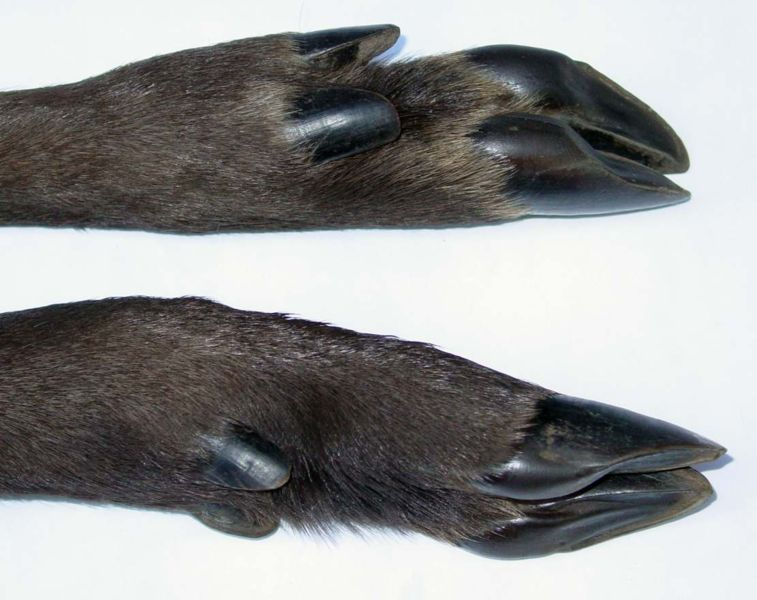
Một cái móng chẻ của một con hươu

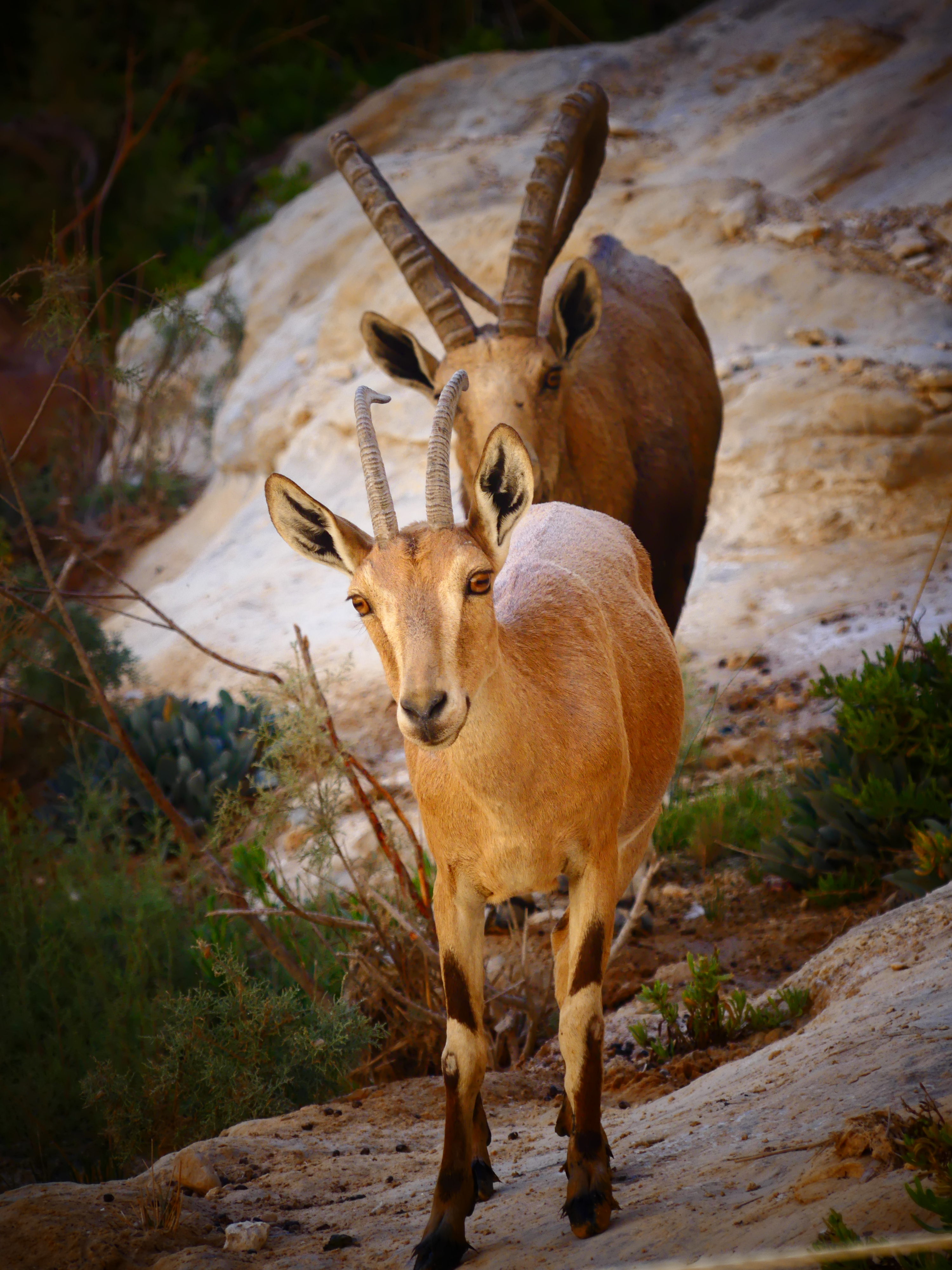
Các loài linh dương ở Do Thái, chúng được xem là loài vật thanh sạch vì có móng chẻ và nhai lại

Móng chẻ (Cloven hoof) là loại móng guốc được tách ra thành hai ngón rõ rệt (đầu móng được chẻ đôi ra), hình dáng móng chẻ được nhìn thấy trên các thành viên của bộ động vật có vú Artiodactyla (bộ guốc chẵn) thuộc nhóm thú móng guốc. Ví dụ về các loài động vật có vú có kiểu móng này là gia súc, hươu, nai, lợn, linh dương, sơn dương, dê và cừu. Trong tự nhiên, những loài móng chẻ được biết đến là những con vật chạy nhanh (ví dụ như các loài linh dương) và leo trèo giỏi (ví dụ như các loài sơn dương) Trong văn hóa dân gian và văn hóa đại chúng, cũng như quan niệm của Thiên Chúa giáo thì biểu tượng móng chẻ từ lâu đã gắn liền với ma quỷ và tà giáo, dị giáo.
Theo cấu tạo sinh học, móng guốc của động vật ăn cỏ thuộc nhóm thú guốc chẵn mà chẻ đôi ra được gọi là móng chẻ và được đặt tên theo vị trí tương đối của chúng trên bàn chân: móng ngoài, hoặc móng cạnh bên, và móng trong, hoặc móng giữa. Khoảng trống giữa hai móng được gọi là khe giữa hay khe nứt, rãnh nứt móng, vùng da được gọi là vùng da kẽ móng. Lớp vỏ cứng bên ngoài của móng được gọi là vách móng hay sừng, nó là một bề mặt cứng, tương tự như móng tay của con người. Sự khéo léo gần như ngón tay của các loài động vật có vú có móng như dê núi và cừu hoang kết hợp với lớp vỏ cứng bên ngoài và các miếng đệm bên trong mềm và linh hoạt tạo ra sức khéo mạnh mẽ trong môi trường sống bấp bênh trên những triền núi.

## Đại cương

### Tiến hóa

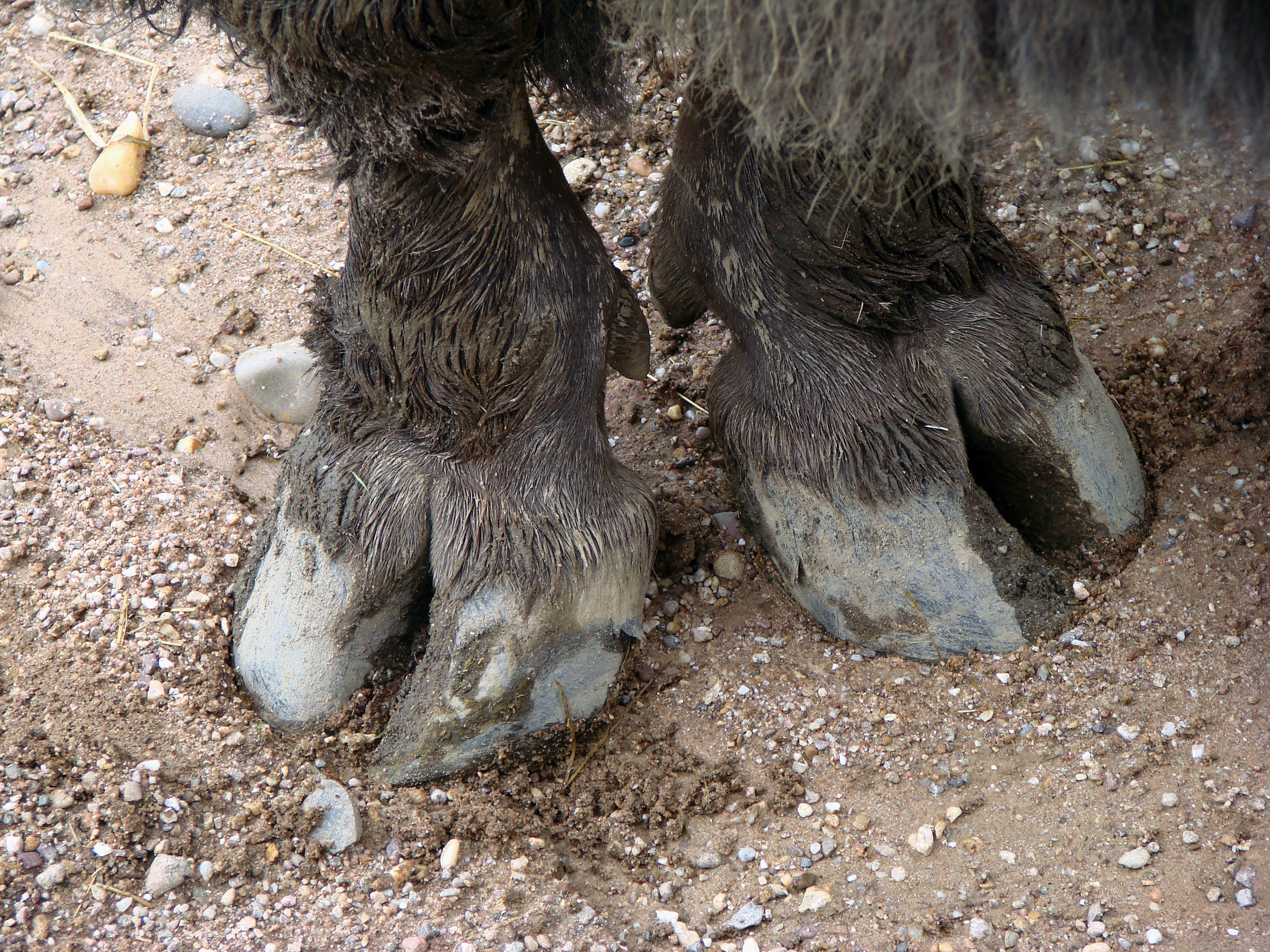
Bộ móng chẻ của bò rừng châu Mỹ (Bison)

Các nhà cổ sinh vật học suy đoán rằng trong thời kỳ Eocen, những cư dân sống ở vùng đầm lầy có những ngón chân mang gánh trọng lượng cơ thể của chúng chủ yếu tụ sức nặng ở hai ngón chân giữa, chúng phát triển với kích thước bằng nhau, trở thành loài móng chẵn Artiodactyla hoặc động vật có móng guốc chẵn. Trước khi kết thúc kỷ Eocen, các ngón bên của một số loài đã bị teo đi và thực tế biến mất trong khi các mảnh cơ bản hoặc lớp ẩn của cặp ngón chân hỗ trợ trở nên hợp nhất với nhau, do đó tạo ra hình dạng móng guốc.
Động vật có vú có móng guốc là động vật móng guốc chẵn thuộc bộ Artiodactyla trái ngược với động vật có móng guốc ngón lẻ của bộ Perissidactyla, chẳng hạn như ngựa, có một ngón chân, hoặc tê giác có ba ngón chân. Tổ tiên năm ngón của các loài trong thế Eocen sớm nhất đã phát triển các bàn chân gợi ý rằng những con cháu hiện đại có ngón chân lẻ và chân chẵn. Ngay cả Phenacodus, loài tổng quát nhất trong số các loài động vật có vú thời kỳ đầu, cũng có một bàn chân, trong đó ngón chân giữa có phần lớn hơn các ngón khác và có thể được xếp vào bộ phận của động vật móng guốc có ngón lẻ là Perissidactyla. 

### Điển hình

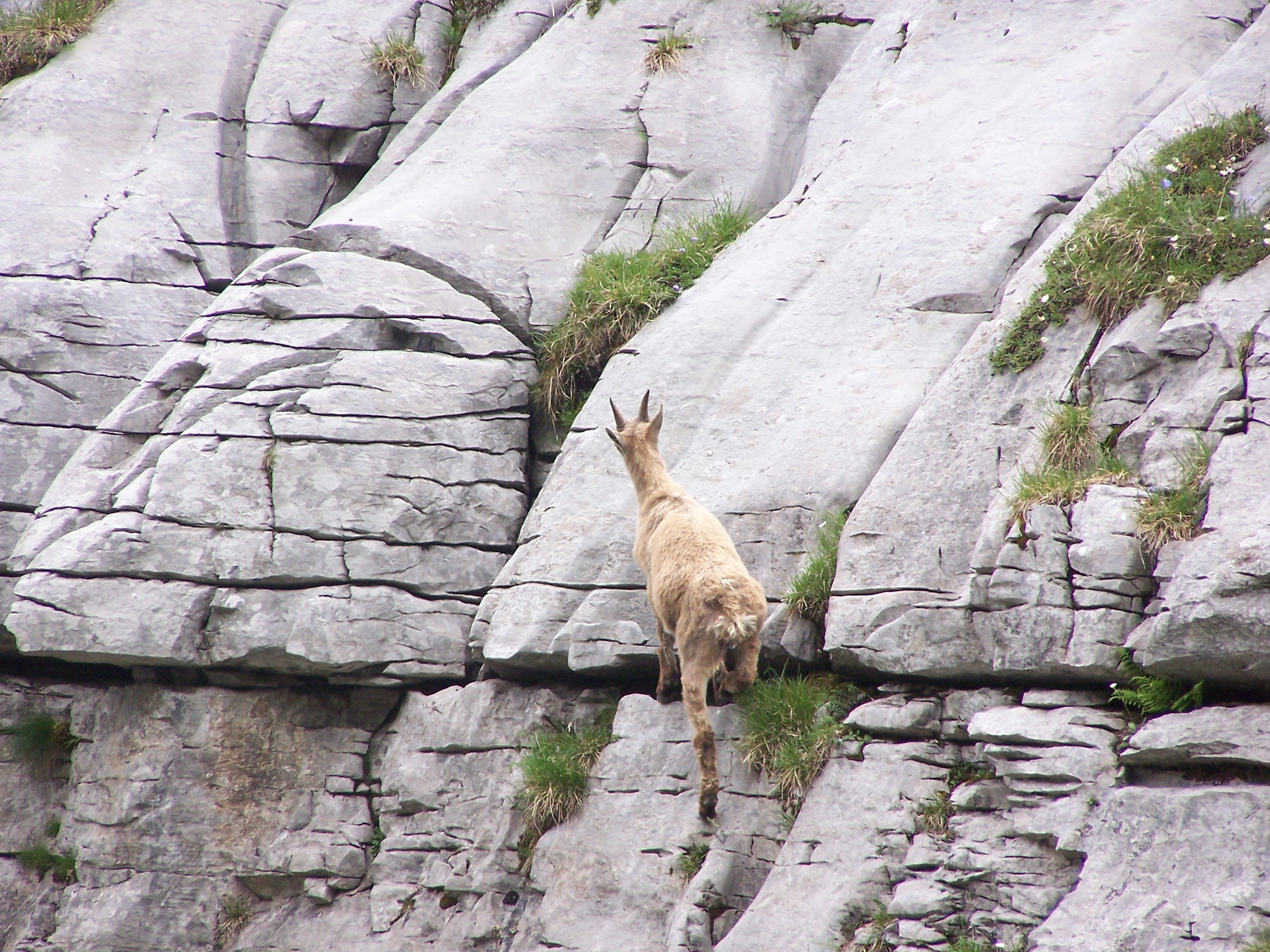
Một con dê đang leo lên triền núi

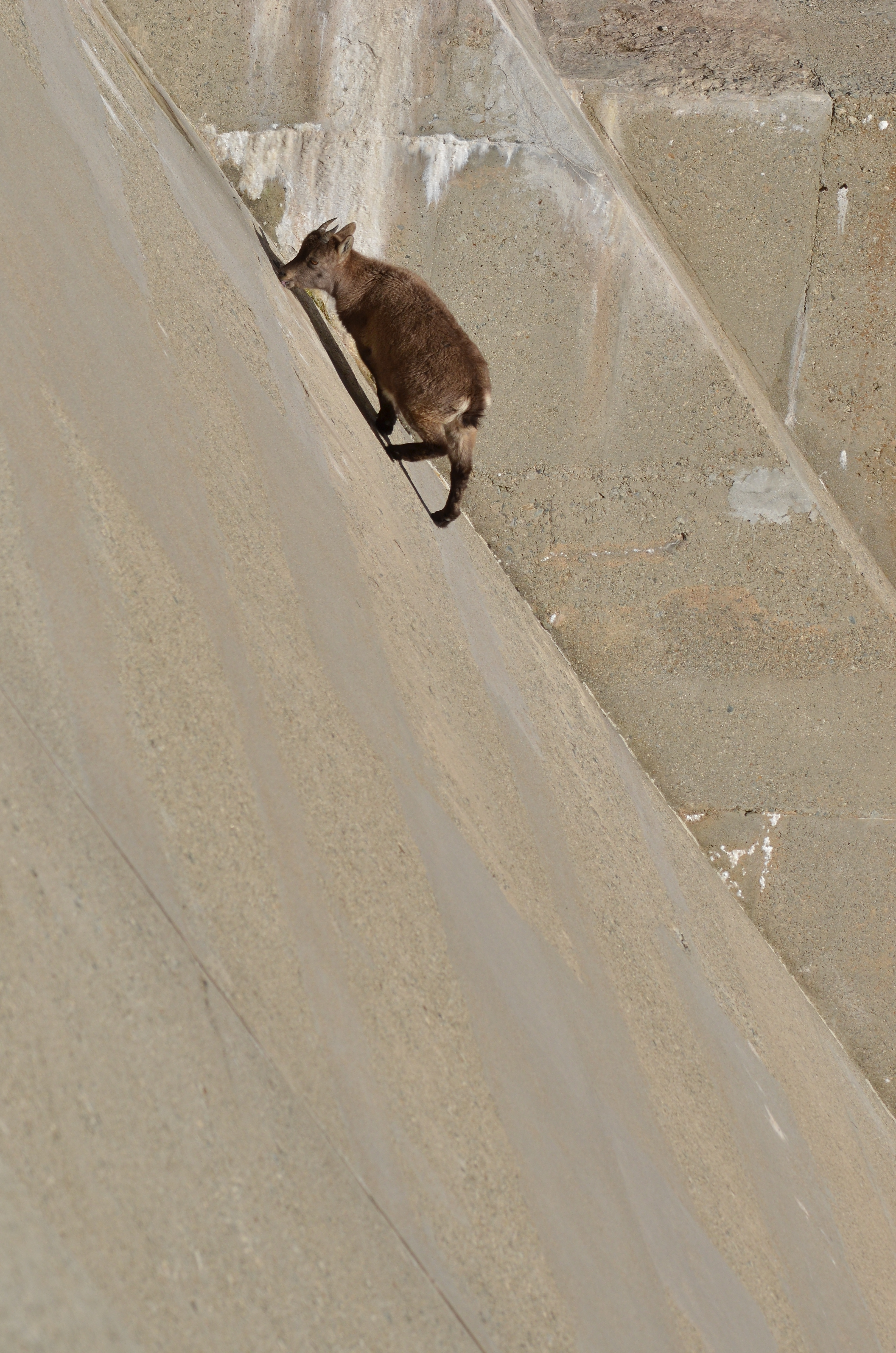
Một con sơn dương đang leo trên một con đập nước vách dựng đúng

Ở loài dê là động vật leo núi có tiếng, móng chân của chúng cũng giống như móng của các loài móng guốc khác, như trâu, bò, ngựa, lừa, la, nhưng phân tích giải phẫu cho thấy không phải là như vậy, móng guốc của loài dê có cấu tạo chẻ đôi cách nhau một khoảng đủ rộng để có thể giúp chúng cân bằng trọng lượng và có độ bám nên bám được rất chắc vào mặt bằng mà chúng tiếp xúc, nhất là các loài dê núi hoang luôn có sự thích nghi rất nhanh với mọi loại địa hình, ưu điểm riêng biệt và đặc trưng này cho phép chúng di chuyển, giữ thăng bằng và leo trèo trên các dốc núi cao chênh vênh hay thậm trí trên cả các cành cây cao một cách dễ dàng.
Không giống như guốc ngựa hay của các loài móng guốc khác kể trên, các cạnh của móng guốc dê rất sắc, rất chắc chắn và cứng cáp, trong khi phần trung tâm lại mềm, giúp cho dê núi có thể bám vào các bề mặt nhỏ hoặc không đồng đều. Những loài dê núi sống tại khu vực nam Mỹ có thể trèo lên tới độ cao gần 4000m, chúng thường ở trên những vách đá cao (gần như dựng đứng) cả ngày để tìm kiếm thức ăn, chúng không tỏ vẻ sợ hãi trước mặt tường dốc đứng, thậm chí còn chen chúc tìm vị trí tốt. Bộ lông dày và hai lớp của loài dê giúp chúng có thể tránh được kẻ thù. Khi gặp kẻ thù, chúng có thể nhảy xa 4m từ dốc cheo leo.
Loài Dê núi Alps (Alpine Ibex) là một loài động vật ăn cỏ giống dê núi lớn sống ở các đỉnh cao nhất của dãy núi An-pơ (Alps) ở Châu Âu và chúng có thể thoải mái leo lên những bức tường thẳng đứng. Chúng sử dụng móng guốc giống như chiếc gọng kìm và sự nhanh nhẹn ấn tượng của chúng để leo lên ngay cả những vách đá dốc nhất, do đó loài dê này tránh được hầu hết các loài săn mồi. Chúng có khả năng giữ thăng bằng tuyệt vời, thường sống ở địa hình rất dốc với độ cao thậm chí lên tới 4.600m mà không sợ bị ngã. Sở dĩ loài dê này sống trên độ cao như vậy là để ẩn náu, bảo vệ mình khỏi các loài thú ăn thịt nguy hiểm. Nhưng chính khả năng leo lên cả những bức tường thẳng đứng của chúng đã khiến loài dê Ibex này nổi tiếng khắp thế giới.
Đập Cingino ở đây ghi nhận những bức ảnh về loài sơn dương Ibex leo lên con đập thẳng đứng có thể thấy loài động vật này di chuyển trên con đập một cách thành thạo khó tưởng. Bằng cách nào đó mà những con dê ibex có thể bám chặt vào bất kỳ tảng đá nào nhô ra khỏi đập nước, điều này cũng cho phép chúng thoải mái di chuyển trên bức tường cao 50 mét và tiếp cận khoáng chất là muối khoáng mà chúng thèm muốn. Là những thợ leo núi xuất sắc, dê Ibex sẽ trèo lên mặt thẳng đứng của những bức tường (kè taluy đường giao thông, kè các đập thủy lợi), bám vào những tảng đá nhỏ nhô ra làm chỗ đứng và liếm muối. Những con đực to lớn thường không thể tham gia vào loại hành vi này do khối lượng cơ thể lớn (lên đến 100 kg) và sừng lớn khiến chúng khó giữ thăng bằng hơn, trong khi những con cái thường được nhìn thấy trên các con đập. Móng guốc chẻ làm đôi và đệm chân như cao su giúp dê núi chúng giữ thăng bằng dễ dàng leo lên bề mặt vách đá gần như thẳng đứng để tìm liếm muối khoáng.

## Trong văn hóa

### Loài thanh sạch
Người Do Thái chỉ ăn những con vật có móng chẻ, ăn cỏ và nhai thức ăn lại như bò, dê, cừu. Kinh thánh Torah của người Do Thái chỉ cho phép ăn động vật trên cạn đồng thời là động vật nhai lại và có móng chẻ. Lợn tuy có móng chẻ nhưng không nhai lại, còn ngựa, lạc đà tuy ăn cỏ nhưng không có móng chẻ. Lợn tuy có móng chẻ nhưng không nhai lại, còn ngựa, lạc đà tuy ăn cỏ nhưng không có móng chẻ. Con lợn là loài vật ô uế vì nó có chân chẻ làm hai móng, nhưng không nhai lại. Thịt của nó không được ăn, xác chết của chúng cũng không được đụng đến. Còn động vật thanh sạch hay còn gọi là động vật Kosher thì phải "nhai lại" và có một cái móng chẻ hoàn toàn đều được xem là loài thanh sạch theo nghi thức, nhưng những con vật đó mà chỉ có một trong hai tính chất hoặc chỉ nhai lại hoặc chỉ có móng guốc cũng là loài ô uế, còn những loài được xem là thanh sạch ví dụ như:
- Con bò
- Con cừu (chiên/trừu)
- Con dê
- Con nai
- Linh dương Gazelle
- Linh dương nói chung

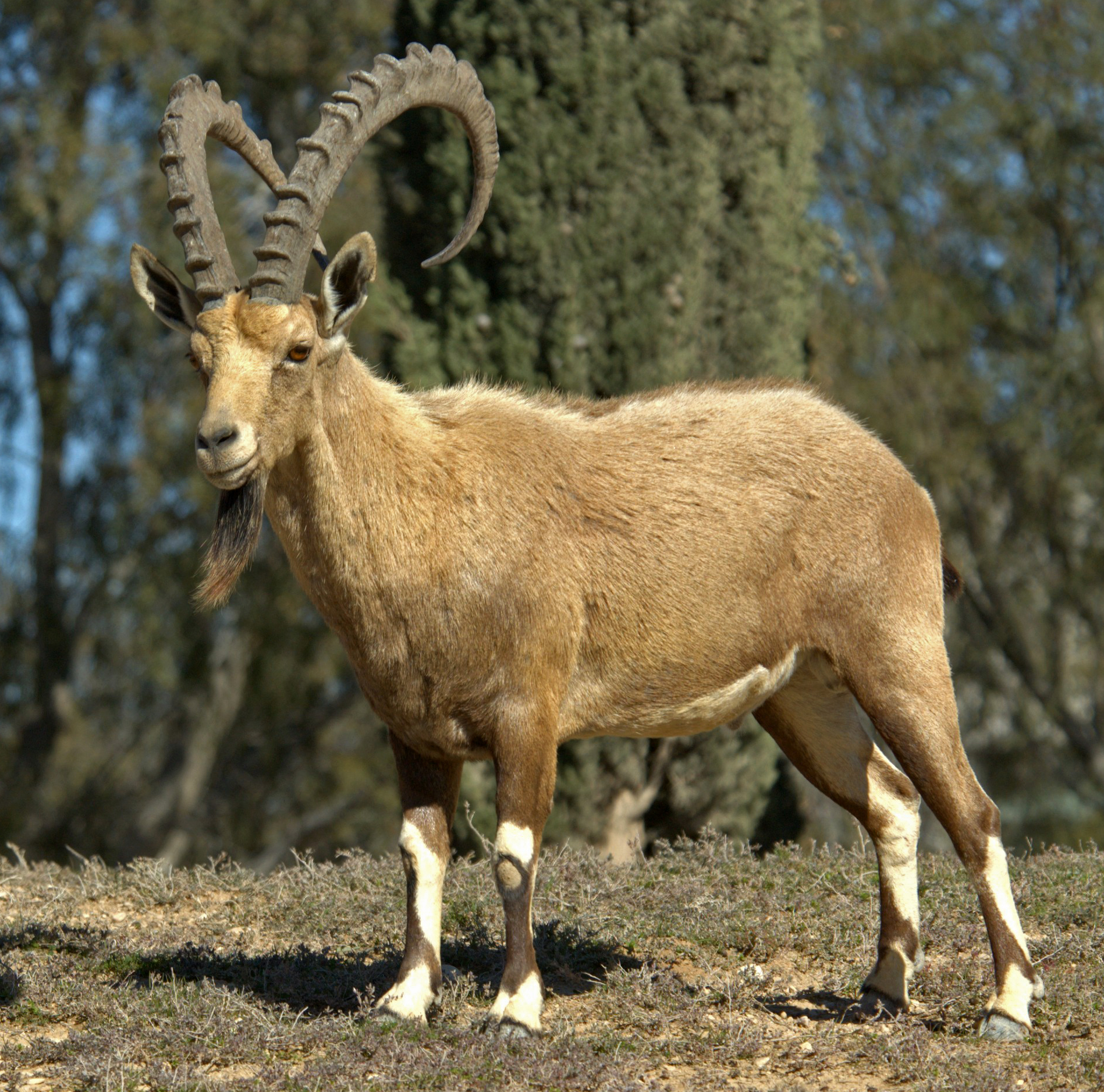
Một con sơn dương, chúng là loài móng chẻ và giỏi leo trèo

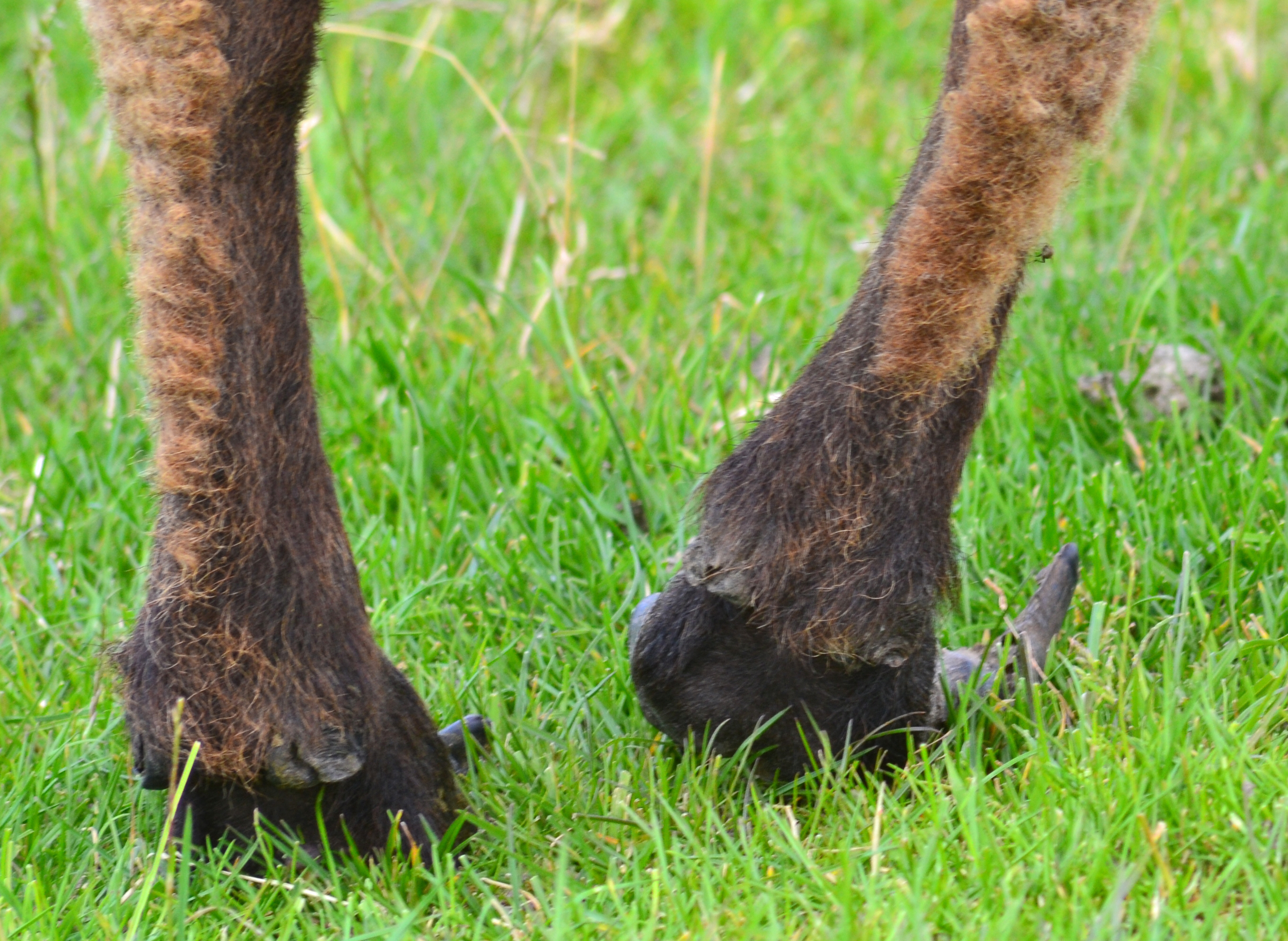
Móng chân chẻ của con cừu

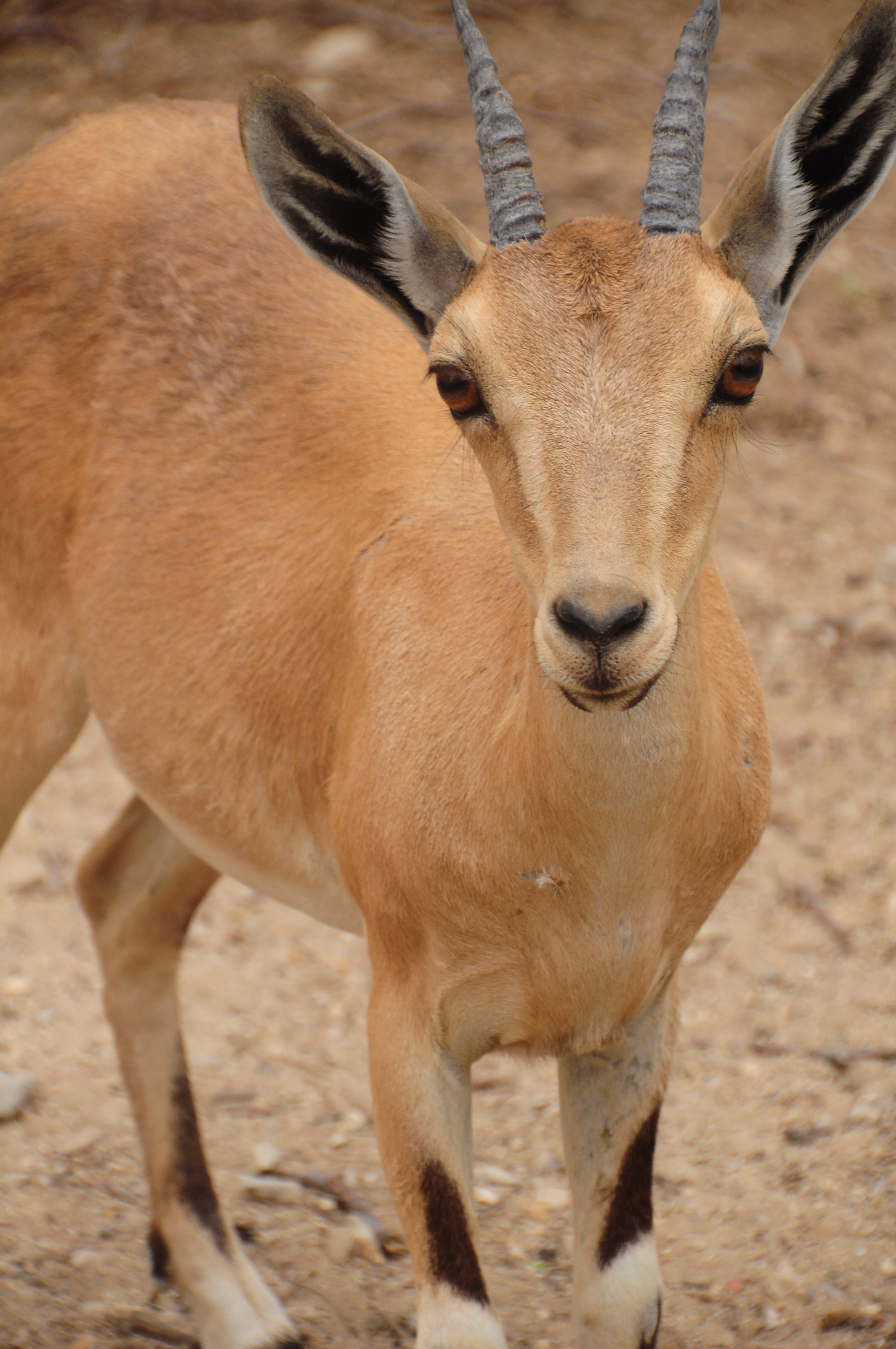
Một con linh dương ở vùng Do Thái

- Yahmur (thú có sừng): Tên gọi được người Ả Rập sử dụng một cách mơ hồ để nói về các loài thú có sừng như hươu nai và các loài linh dương sừng thẳng (المها)
- The'o (dê hoang-bò hoang): Theo truyền thống được dịch một cách mơ hồ. Trong Phục truyền luật lệ ký, theo truyền thống, nó được dịch là dê hoang, nhưng trong cùng một bản dịch được gọi là một con bò hoang nơi nó có mặt ở Deutero-Isaiah; những bầy linh dương đầu bò nằm ở đâu đó giữa những sinh vật này và được coi là có khả năng phù hợp với tên gọi này.
- Pygarg: Danh tính của loài vật này là không chắc chắn, nó thường được hiểu là một số dạng linh dương hoặc dê núi (ibex).
- Camelopardalis: danh tính của loài động vật này là không chắc chắn. Văn tự Masoretic gọi nó là một con ngựa vằn nhưng cụm từ Camelopardalis lại có nghĩa là con lạc đà và thậm chí có thể nói đến con hươu cao cổ (Ziraaha). Bản dịch truyền thống là sơn dương, nhưng sơn dương chưa bao giờ tồn tại tự nhiên ở Canaan và cũng không phải là con hươu cao cổ tự nhiên nào mà lại được tìm thấy ở Canaan, và do đó, loài Cừu Mouflon được coi là nhận dạng tốt nhất trong số còn lại.

### Dấu hiệu quỷ
Dấu chân quỷ là một hiện tượng xảy ra vào tháng 2 năm 1855 xung quanh cửa sông Exe ở Đông và Nam Devon, nước Anh. Sau một trận tuyết rơi lớn, bỗng dưng có các vết chân giống như móng guốc xuất hiện qua đêm trong tuyết bao gồm tổng khoảng cách 40 đến 100 dặm (60 đến 160 km). Các dấu chân được gọi như vậy bởi vì một số người tin rằng chúng là dấu vết của quỷ Satan, vì chúng được cho là do móng guốc chẻ đôi tạo nên. Nhiều giả thuyết đã được đưa ra để giải thích vụ việc, và một số khía cạnh về tính xác thực của nó cũng vẫn còn là nghi vấn.
Vào đêm ngày 8–9 tháng 2 năm 1855 và một hoặc hai đêm sau đó, sau khi tuyết rơi dày, một loạt các dấu hiệu giống như móng guốc xuất hiện trong tuyết, những dấu chân này, hầu hết có chiều dài khoảng bốn inch, ba inch, cách nhau từ tám đến mười sáu inch và chủ yếu đi thành hàng một, được báo cáo từ hơn ba mươi địa điểm trên khắp Devon và một cặp vợ chồng ở Dorset, ước tính rằng tổng khoảng cách của các dấu chân này lên tới từ 40 đến 100 dặm (60 đến 160 km). Những ngôi nhà, dòng sông, đống cỏ khô và những chướng ngại vật khác bị bước qua, và dấu chân xuất hiện trên đỉnh của những mái nhà phủ đầy tuyết và những bức tường cao nằm trên lối đi của dấu chân, cũng như dẫn đến và thoát ra khỏi những ống thoát nước khác nhau với đường kính nhỏ chừng bốn inch.